# آرتاوازد هاکوبیان
آرتاوازد آرمناکی هاکوبیان (ارمنی: Արտավազդ Արմենակի Հակոբյան؛  زادهٔ ۶ ژوئن ۱۹۰۳ - درگذشته ۳۱ مارس ۱۹۷۳) مهندس در زمینه صنعت انرژی اهل ارمنستان بود.

## زندگی‌نامه
وی در ۶ ژوئن ۱۹۰۳ در آلکساندراپول به دنیا آمد و از دانشگاه فنی دولتی بائومن مسکو (۱۹۲۹) فارغ‌التحصیل گشت.  همچنین برندهٔ جوایزی همچون نشان پرچم سرخ کار، نشان ستاره سرخ (۱۹۴۷) و جایزه لنین (۱۹۶۲) شده است. وی در۳۱ مارس ۱۹۷۳ در سن ۶۹ سالگی در مسکو درگذشت و در گورستان ویدنسکیه به خاک سپرده شد.